# Семено-Петровське
Семе́но-Петро́вське (рос. Семёно-Петровское, башк. Семёно-Петровское) — село у складі Кугарчинського району Башкортостану, Росія. Адміністративний центр Іртюбяцької сільської ради.
Населення — 348 осіб (2010; 364 в 2002).
Національний склад:
- росіяни — 47%
- башкири — 44%